# Hessentag 2012
Der Hessentag 2012 war der 52. Hessentag und fand vom 1. Juni bis 10. Juni 2012 in Wetzlar statt. Die über 1000 Veranstaltungen wurden von etwa 1,25 Millionen Menschen besucht. Mit dem Motto „kulturell – lebendig – bunt“ war es der erste Hessentag seit Jahren, der keinen gereimten Slogan hatte. Das Hessentagspaar bildeten Nina Becker und Florian Köhler.

## Vorbereitung

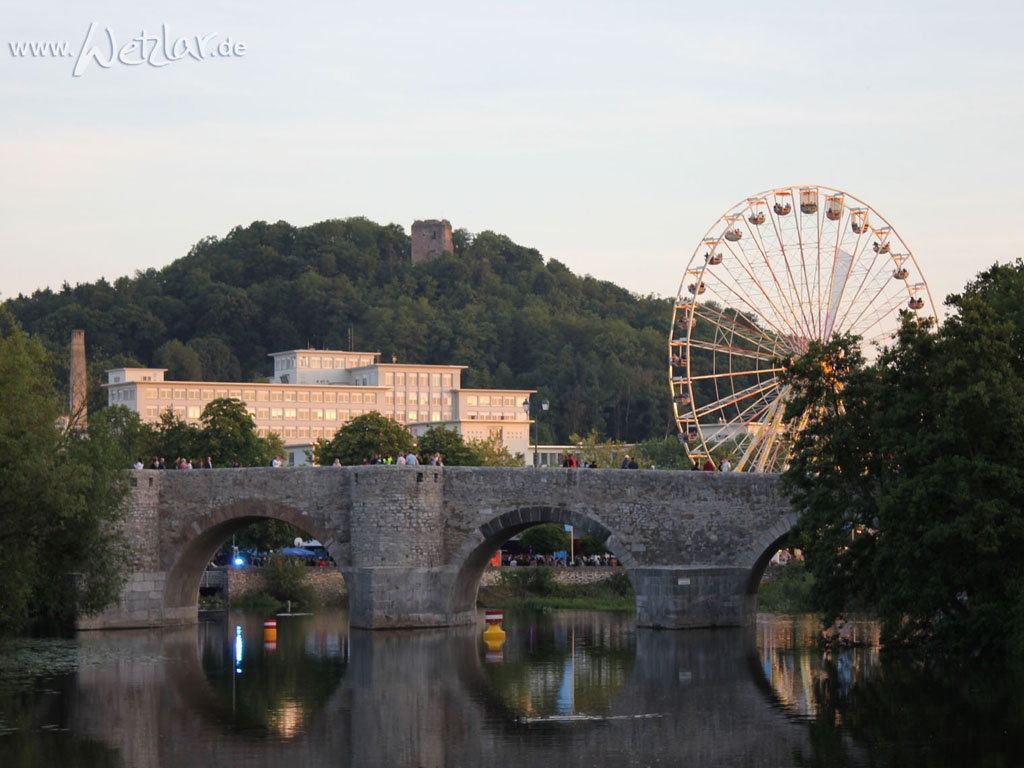
Blick auf das Neue Rathaus während des Hessentages

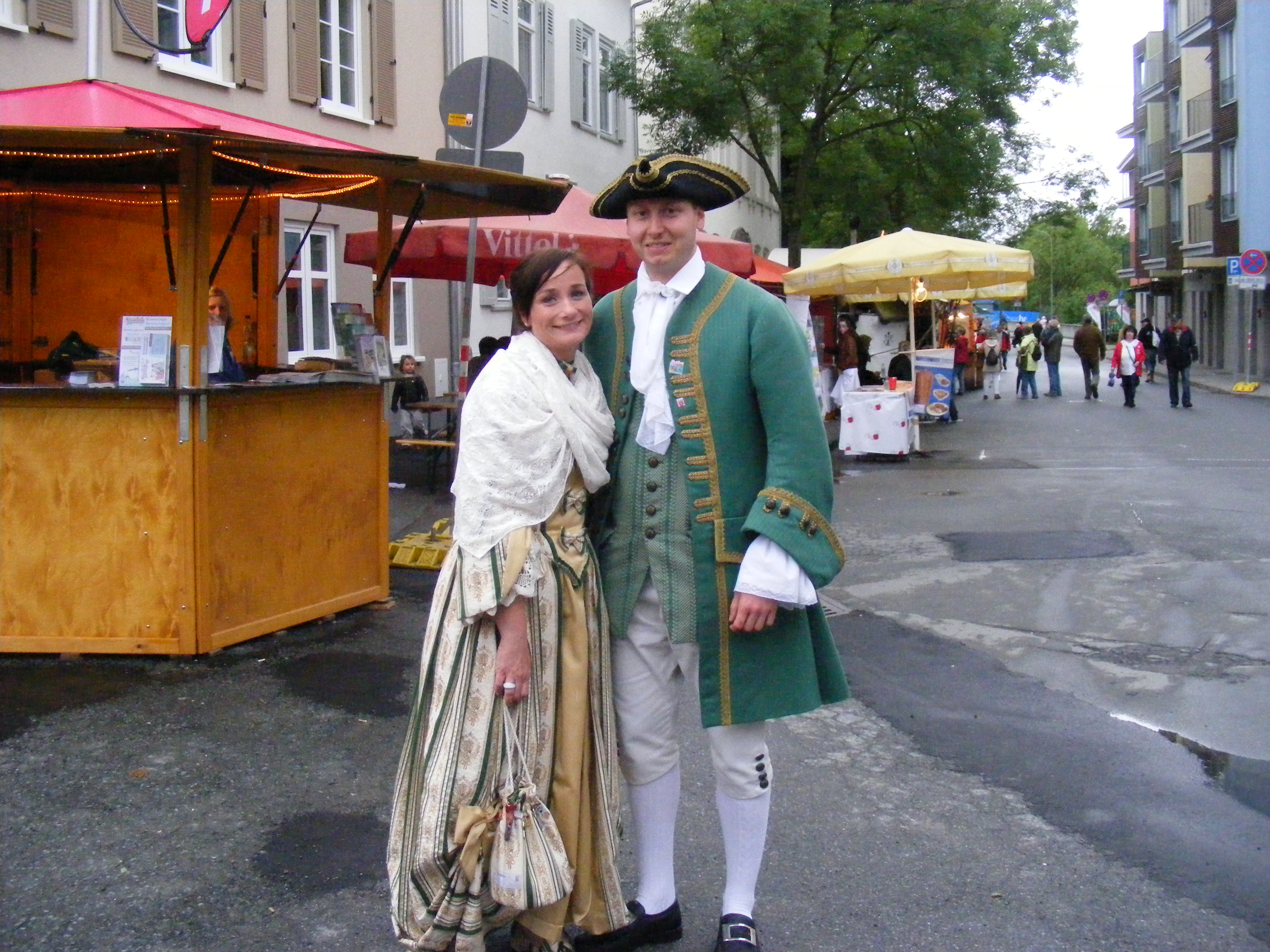
Das Hessentagspaar 2012 (Nina Becker und Florian Köhler)

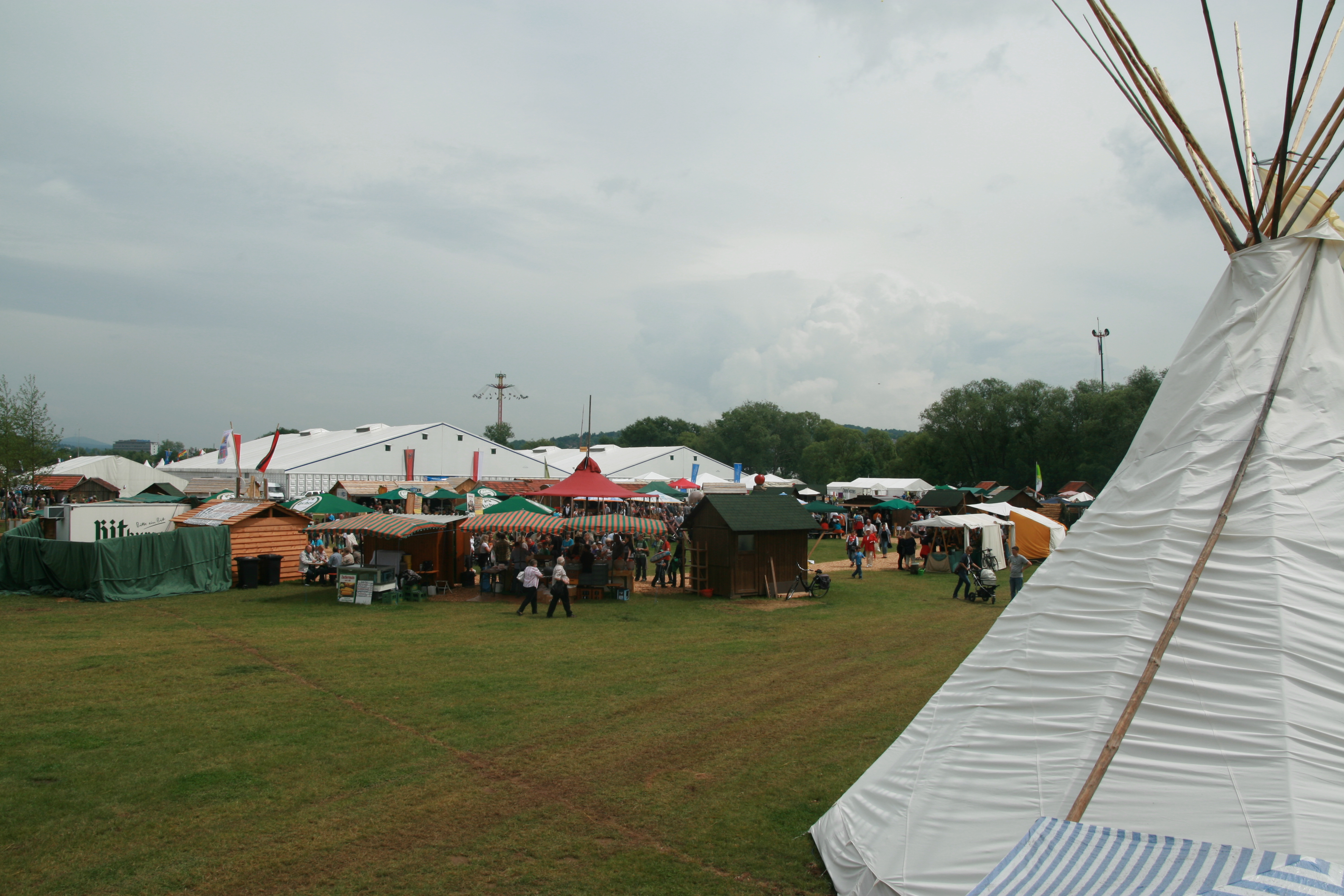
Die Landesausstellung im Bodenfeld

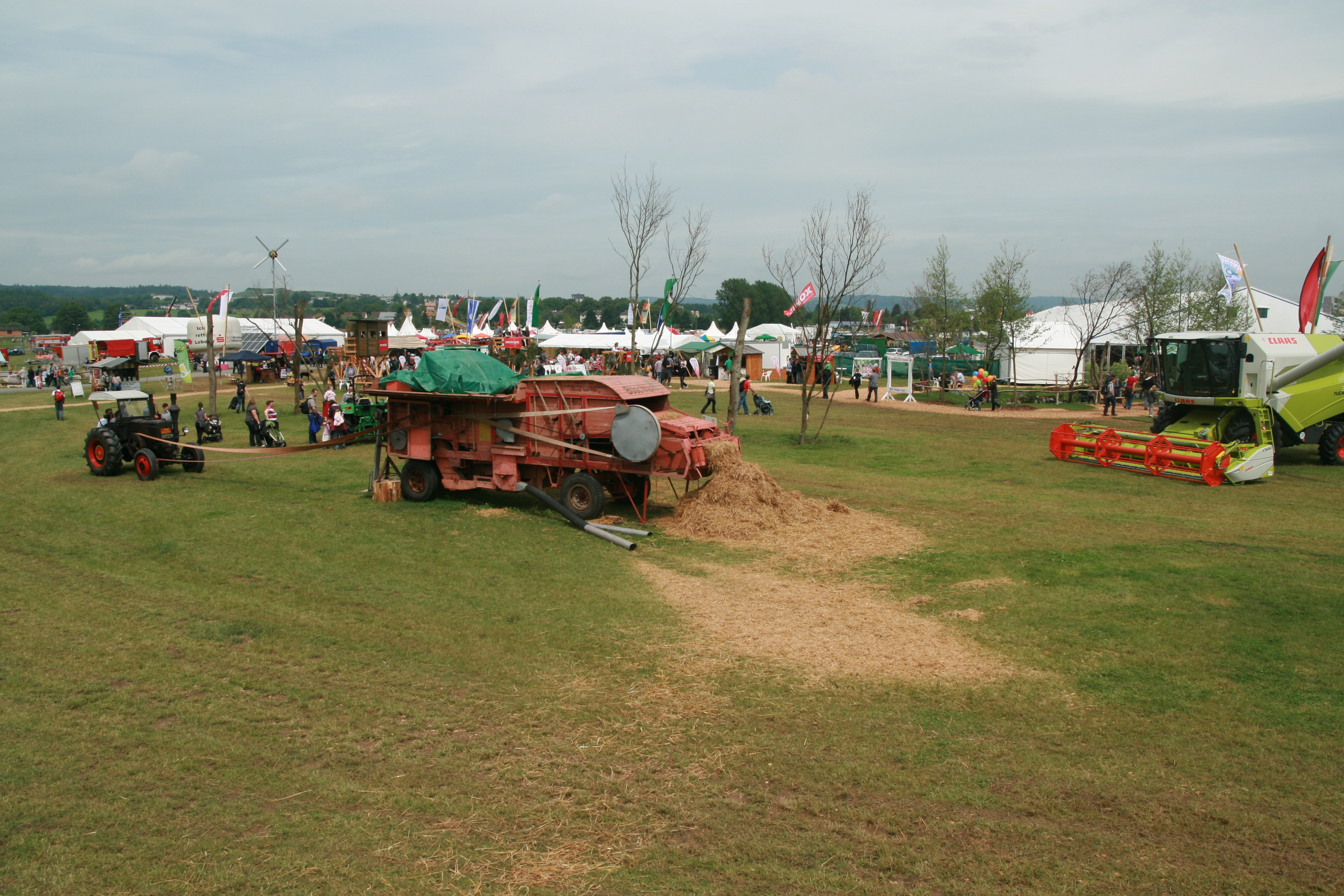
Ausstellung „Der Natur auf der Spur“

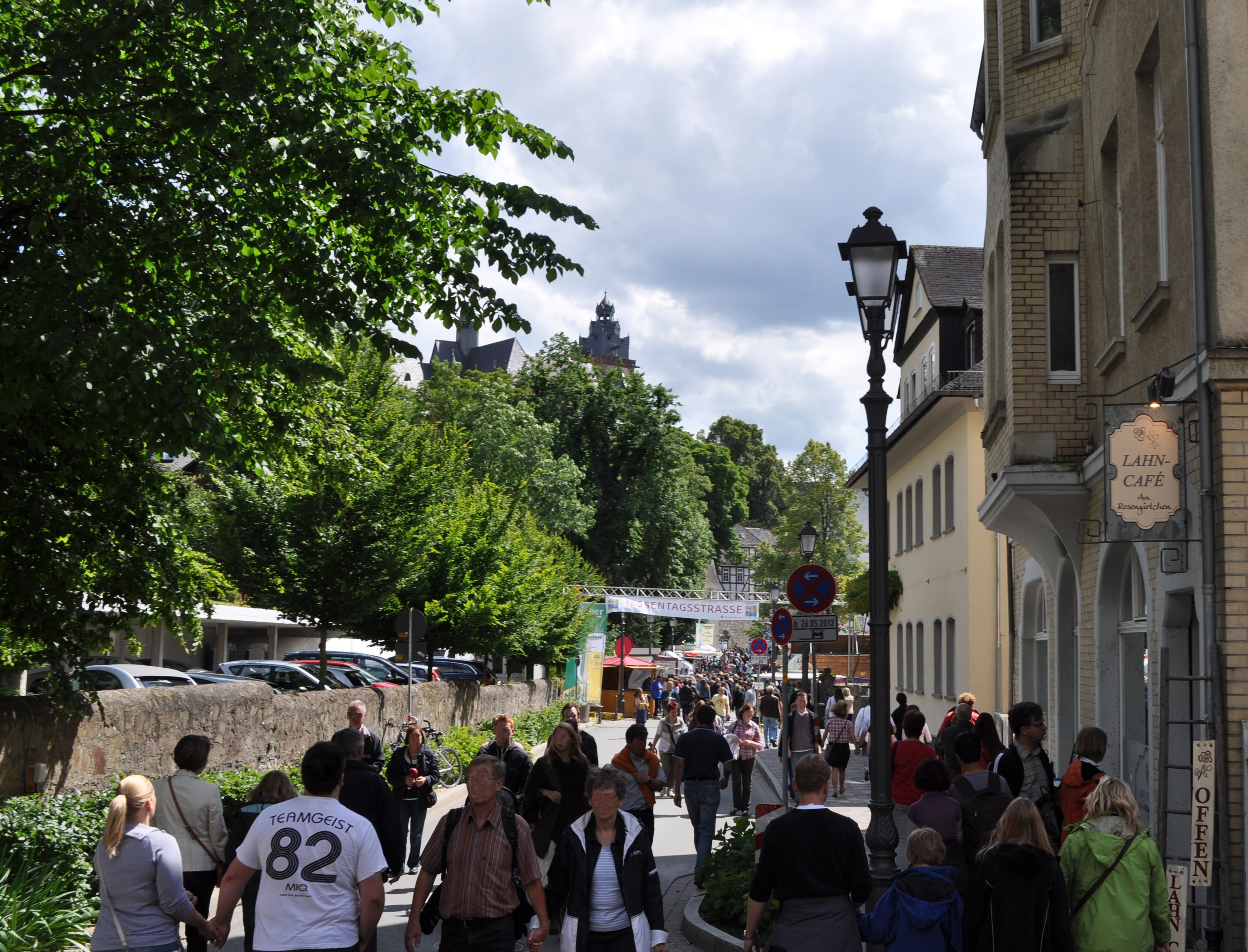
Hessentagsstraße

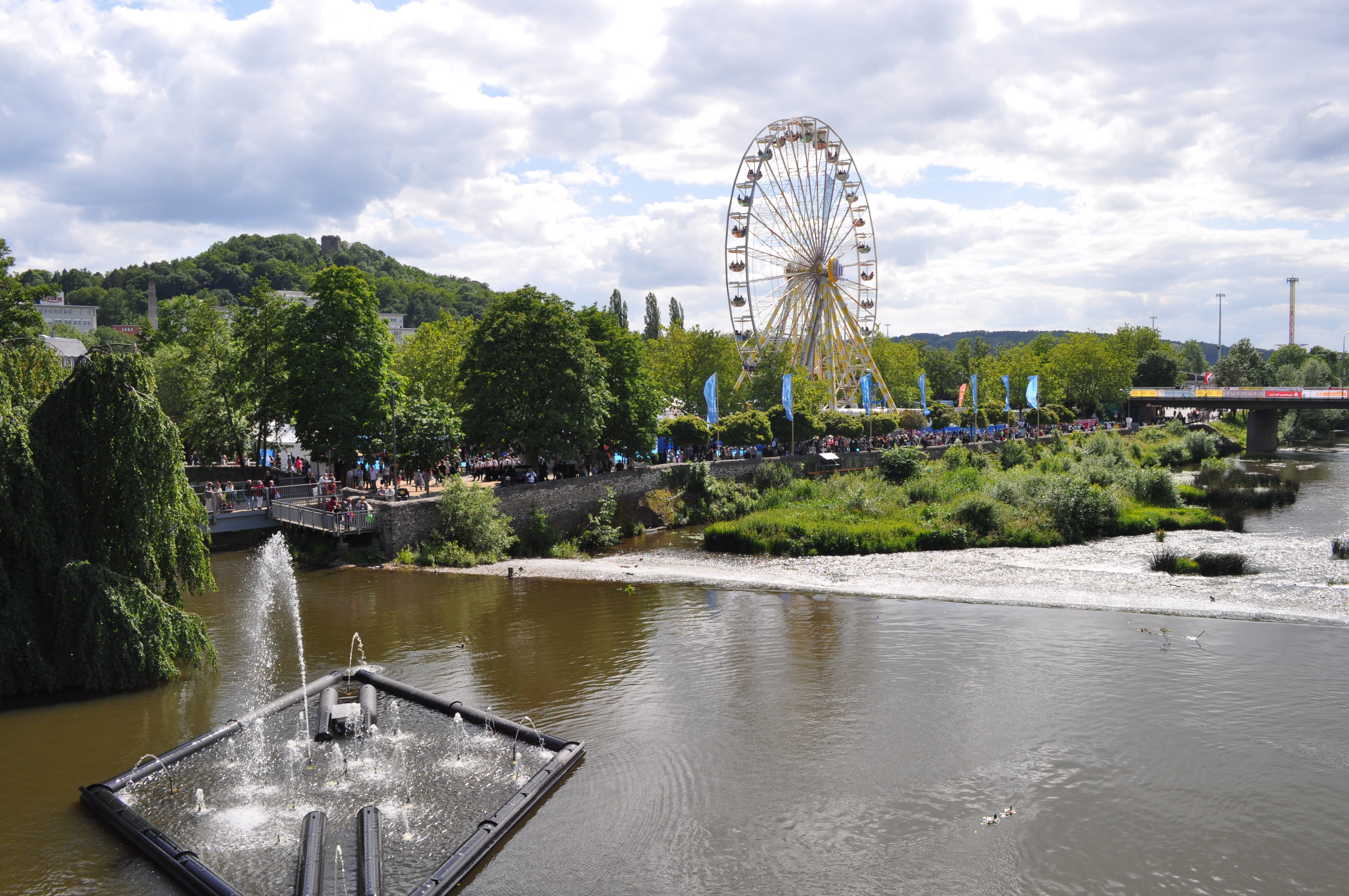
Lahninsel mit Riesenrad

Im Mai 2009 erhielt die Stadt Wetzlar den Zuschlag für den Hessentag 2012. In der Folgezeit erfolgte als Vorbereitung auf den Hessentag wie in den anderen Hessentagsstädten auch die Umsetzung von Investitionsmaßnahmen in die Infrastruktur der Stadt. In Wetzlar wurden hierbei von verschiedenen Trägern der Bau einer neuen Lahnbrücke, die Sanierung des Bahnhofs, der Neubau des Busbahnhofs und der Neubau von Park-and-Ride-Parkplätzen für Pendler und Besucher realisiert.
Die Maßnahmen waren mit Kosten von 22 Millionen Euro veranschlagt. Hiervon trug die Stadt 8 Millionen, das Land Hessen 9,5 Millionen und die Deutsche Bahn 3 Millionen. Die restlichen Kosten trug der Rhein-Main-Verkehrsverbund.

## Veranstaltungen
Zur Eröffnung am 1. Juni trat Elton John vor mehr als 12.000 Konzertbesuchern auf. Während des Landesfestes wurden den Besuchern über 1.000 Programmpunkte geboten. Livemusik-, Kabarett-, Kleinkunst- und Comedyprogramme gibt es unter anderem von Silbermond, Xavier Naidoo, Mic Donet, Lenny Kravitz, Sunrise Avenue, Celtic Woman, Dieter Falk & Sons, Andreas Gabalier, Dick Brave & The Backbeats, Badesalz, Rodgau Monotones, Maren Kroymann, David Orlowsky Trio, Tim Bendzko, Bosse, Chima, Jürgen Drews, Mickie Krause, Jan Garbarek, Frida Gold, The Baseballs, dem Rilke Projekt mit Ben Becker, Hannelore Elsner, Robert Stadlober. Nina Hoger, Giora Feidman und Max Mutzke, Ted Herold, Oceana, R.I.O., Alexandra Stan, Das Bo, Brigitte Nielsen, Cascada, Casper, Jupiter Jones, Marteria, Patrick Lindner, G. G. Anderson, Michael Heck, Nik P., André Stade, Nino de Angelo und dem Oslo Gospel Choir.
Zum Abschluss des Hessentags sind am Sonntag mehr als 3.600 Teilnehmer auf dem traditionellen Hessentags-Umzug durch Wetzlar gezogen. Am Festzug mit einer Länge von 11 Kilometern nahmen 172 Fußgruppen und 77 Motivwagen aus dem ganzen Land teil, unter ihnen Musik- und Trachtengruppen.

## Zahlen und Daten
Über 4000 meist ehrenamtliche Hessentagshelfer ermöglichten das 52. „Fest der Hessen“. Etwa 110.000 Besucher haben das gemeinsame Programm der Kirchen beim Hessentag erlebt. Zum ersten Mal in der Geschichte des Landesfestes luden die evangelischen Kirchen in Hessen und das katholische Bistum Limburg an zehn Tagen zu insgesamt 80 Gottesdiensten, Gebetszeiten, Konzerten und mehr in Dom, Himmelskirche (Hospitalkirche) und auf die Himmelstreppe ein.
Zu den mehr als 60 Veranstaltungen des Hessischen Rundfunks in Wetzlar kamen rund 250.000 Besucher. Publikumsmagnet war zehn Tage lang traditionell der hr-Treff am Riesenrad. Die Veranstaltungen des Hit Radio FFH wurden von über 100.000 Gästen besucht.

## Kritik
Die Verantwortlichen rechneten mit rund einer Million Besucher, 1,2 Millionen besuchten tatsächlich den Hessentag. Nach Angaben des Oberbürgermeisters Wolfram Dette (FDP) konnte ein Imagegewinn durch den Hessentag verbucht werden. Dette wurde jedoch für sein Engagement bezüglich des Hessentags kritisiert, da das Event für Wetzlar zu groß und zu teuer sei. Die genauen Zahlen wurden am 12. Dezember 2012 offiziell bekanntgegeben. Der finanzielle Aufwand für die Stadt Wetzlar betrug 4,8 Millionen Euro (4,3 Millionen Euro waren geplant). Rund 9,5 Millionen Euro an Ausgaben für die Durchführung des Hessentags (geplant 10 Millionen Euro) standen 9 Millionen Euro an Einnahmen aus Veranstaltungen gegenüber. Für den Ausbau der Infrastruktur im Vorfeld des Hessentags standen knapp 17 Millionen Euro an Landes-, Bundes- und Bahnmitteln zur Verfügung, mit denen u. a. der Bahnhof neu gestaltet wurde.